# Чеканка (Польща)
Чеканка (пол. Czekanka) — село в Польщі, у гміні Севеж Бендзинського повіту Сілезького воєводства.
Населення — 175 осіб (2011).
У 1975-1998 роках село належало до Катовицького воєводства.

## Демографія
Демографічна структура станом на 31 березня 2011 року:
|          | Загалом | Допрацездатний вік | Працездатний вік | Постпрацездатний вік |
| -------- | ------- | ------------------ | ---------------- | -------------------- |
| Чоловіки | 83      | 19                 | 55               | 9                    |
| Жінки    | 92      | 18                 | 55               | 19                   |
| Разом    | 175     | 37                 | 110              | 28                   |